# Isla Pinzón
Isla Pinzón är en ö i Ecuador.   Den ligger i provinsen Galápagos, i den västra delen av landet, 1 400 km väster om huvudstaden Quito. Arean är 18,0 kvadratkilometer.
Terrängen på Isla Pinzón är lite kuperad. Öns högsta punkt är 452 meter över havet. Den sträcker sig 5,2 kilometer i nord-sydlig riktning, och 5,0 kilometer i öst-västlig riktning.